# اليوم الوطني لقطر

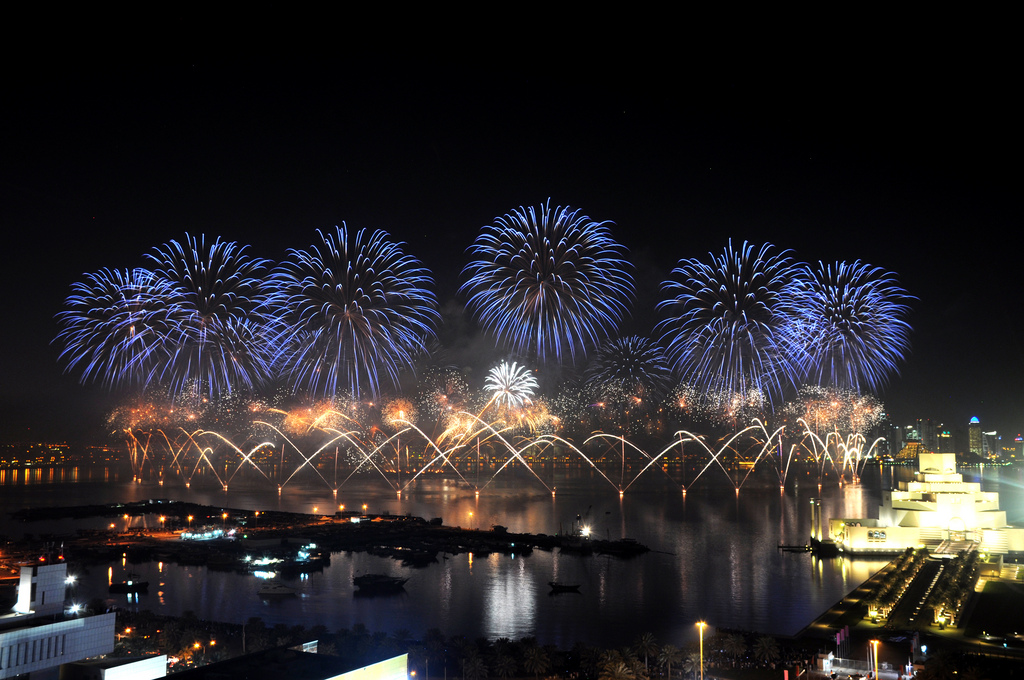
احتفال بالألعاب النارية أثناء اليوم الوطني لدولة قطر في عام 2010

شعار اليوم الوطني لدولة قطر

اليوم الوطني في قطر هو احتفال يقام لإحياء ذكرى تأسيس دولة قطر على يد المؤسس الشيخ جاسم بن محمد آل ثاني في 18 ديسمبر من عام 1878م ويُحْتَفَل به في 18 ديسمبر من كل عام. وقد تقرر اعتبار هذا اليوم عطلة بموجب مرسوم أصدره الأمير وولي العهد الشيخ تميم بن حمد آل ثاني في 21 يونيو عام 2007.
يؤكد اليوم الوطني لقطر على هوية الدولة وتاريخها؛ حيث يجسد المُثل والآمال التي أقيمت عليها الدولة، ويكرم أَيضًا الرجال والنساء الذين شاركوا في بناء الدولة، وعلى وجه الخصوص عائلة آل ثاني، الزعماء الحاليين لدولة قطر.
إن 18 ديسمبر هو اليوم الذي تتذكر فيه قطر كيف نجحت في تحقيق وحدتها الوطنية وكيف أصبحت دولة متميزة بعد أن كانت مجتمعًا من القبائل المتناحرة يفتقد الأمن والنظام[بحاجة لمصدر].
ففي هذا اليوم، يتم التعبير عن مشاعر الحب والامتنان لشعب قطر العظيم الذي شارك في التضامن وأقسم على الولاء والطاعة لقائده الشيخ جاسم بن محمد آل ثاني.
يمثل العيد الوطني لقطر فرصة للتعرف على أعمال مؤسسي دولة قطر الذين تحملوا الصعاب ودفعوا ثمنًا غاليًا لتحقيق وحدة أمتهم والاحتفاء بذكراهم.
ويهدف هذا الاحتفال إلى التعريف بتراث قطر وتقديره، وتعزيز الفخر بدولة قطر.
يمثل «((درب الساعي))» الاحتفال بفاعلياتٍ لتراث العادات والتقاليد القطرية الموروثة من الاجداد لتعريف الأبناء والمقيمين بهذة العادات الأصيلة في المجتمع القطري.

## معرض صور

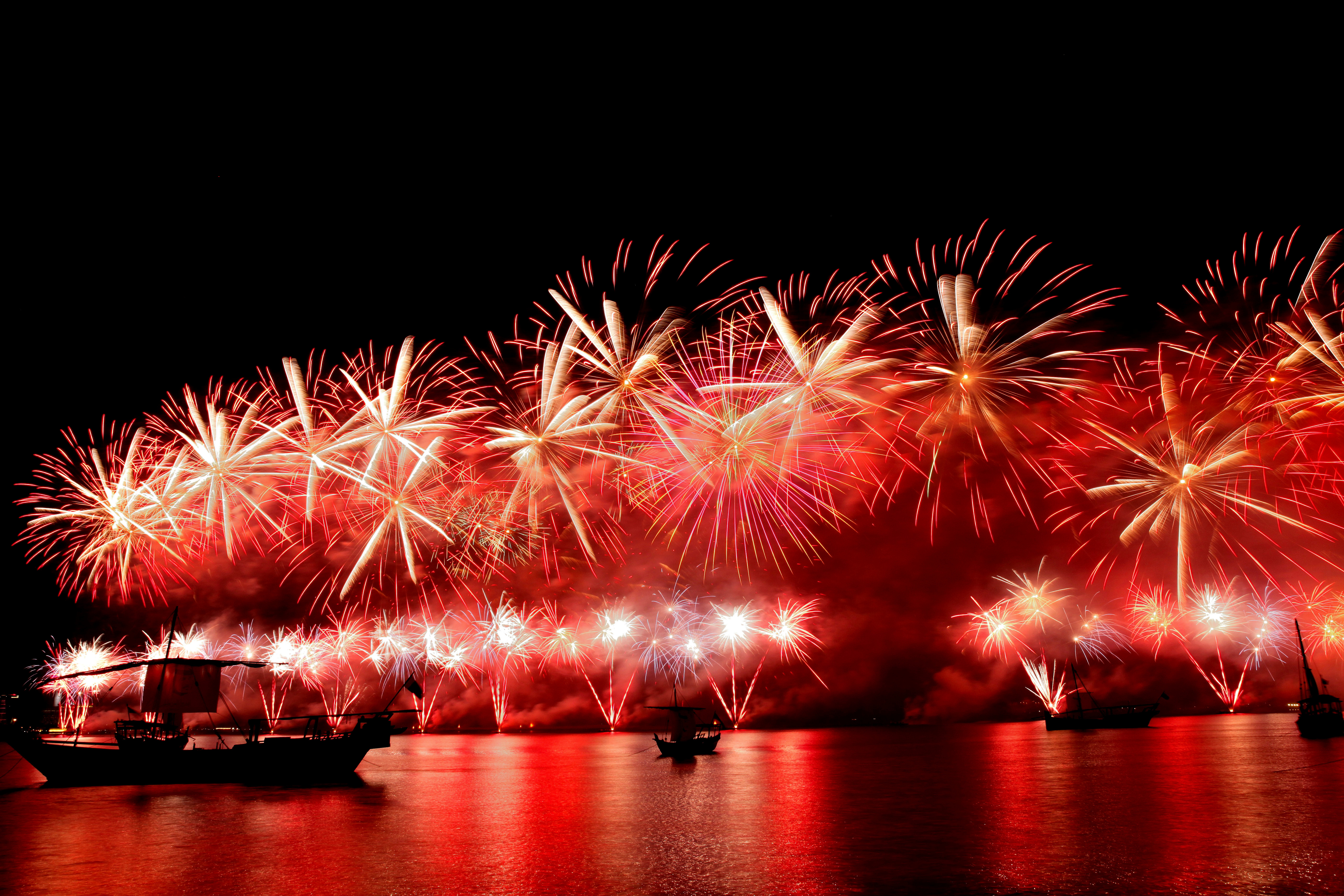
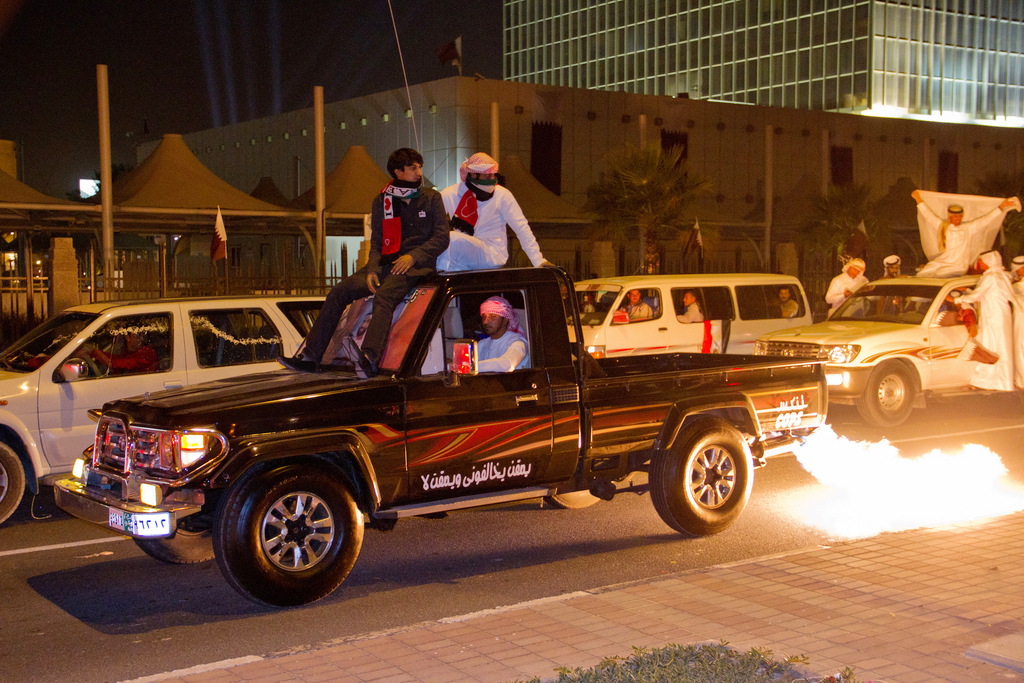
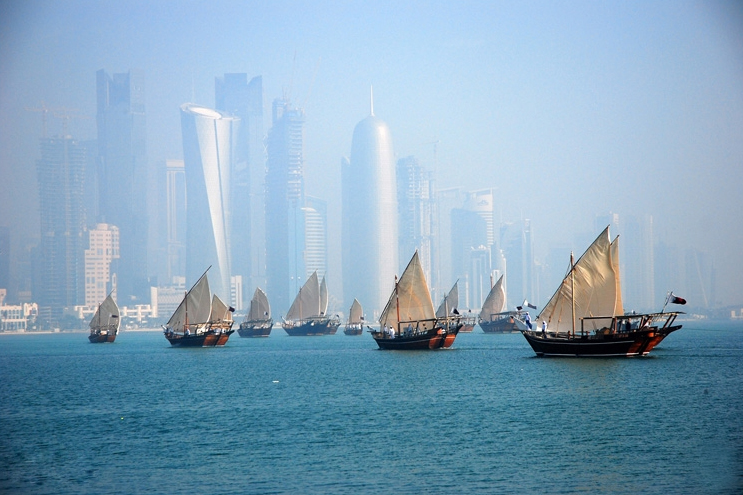
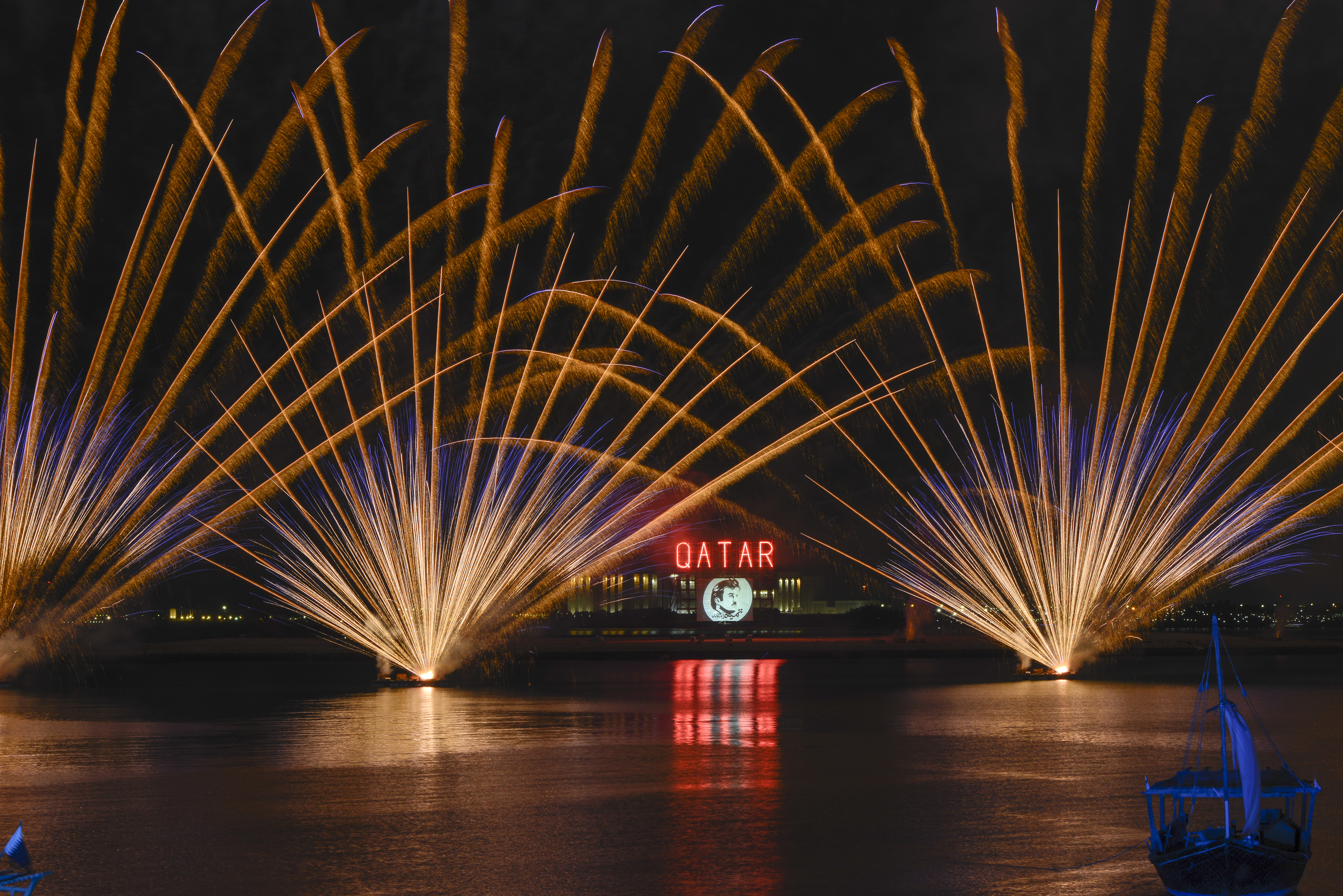

## وصلات خارجية
- الموقع الإلكتروني الرسمي (باللغة الإنجليزية)
- Facebook
- YouTube
- Flickr